# Juan Torres Ruiz
Juan Torres Ruiz, meglio noto come Cala (Lebrija, 26 novembre 1989), è un ex calciatore spagnolo, di ruolo difensore.